# Pandémie de Covid-19 au Niger
La pandémie de Covid-19 au Niger démarre officiellement le 19 mars 2020. À la date du 7 octobre 2022, le bilan est de 312 morts.

## Historique

### 2020
La pandémie de Covid-19 débute au Niger le 19 mars 2020, avec la détection du premier cas. Le premier décès est enregistré le 24 mars.
En mars 2020 il y a 34 cas confirmés dont trois décès.
En avril 685 nouveaux cas portent le nombre global à 719 dont 32 décès.
En mai 239 nouveaux cas portent le nombre global à 958 dont 64 décès.
En juin 117 nouveaux cas portent le nombre global à 1075 dont 67 décès.
En juillet 61 nouveaux cas portent le nombre global à 1136 dont 69 décès.
En août, 40 nouveaux cas portent le nombre global à 1176 dont 69 décès.
En septembre 20 nouveaux cas portent le nombre global à 1196 dont 69 décès.
En octobre 24 nouveaux cas portent le nombre global à 1 220 dont 69 décès.
En novembre 328 nouveaux cas portent le nombre de cas à 1 548 dont 72 décès.

### 2021

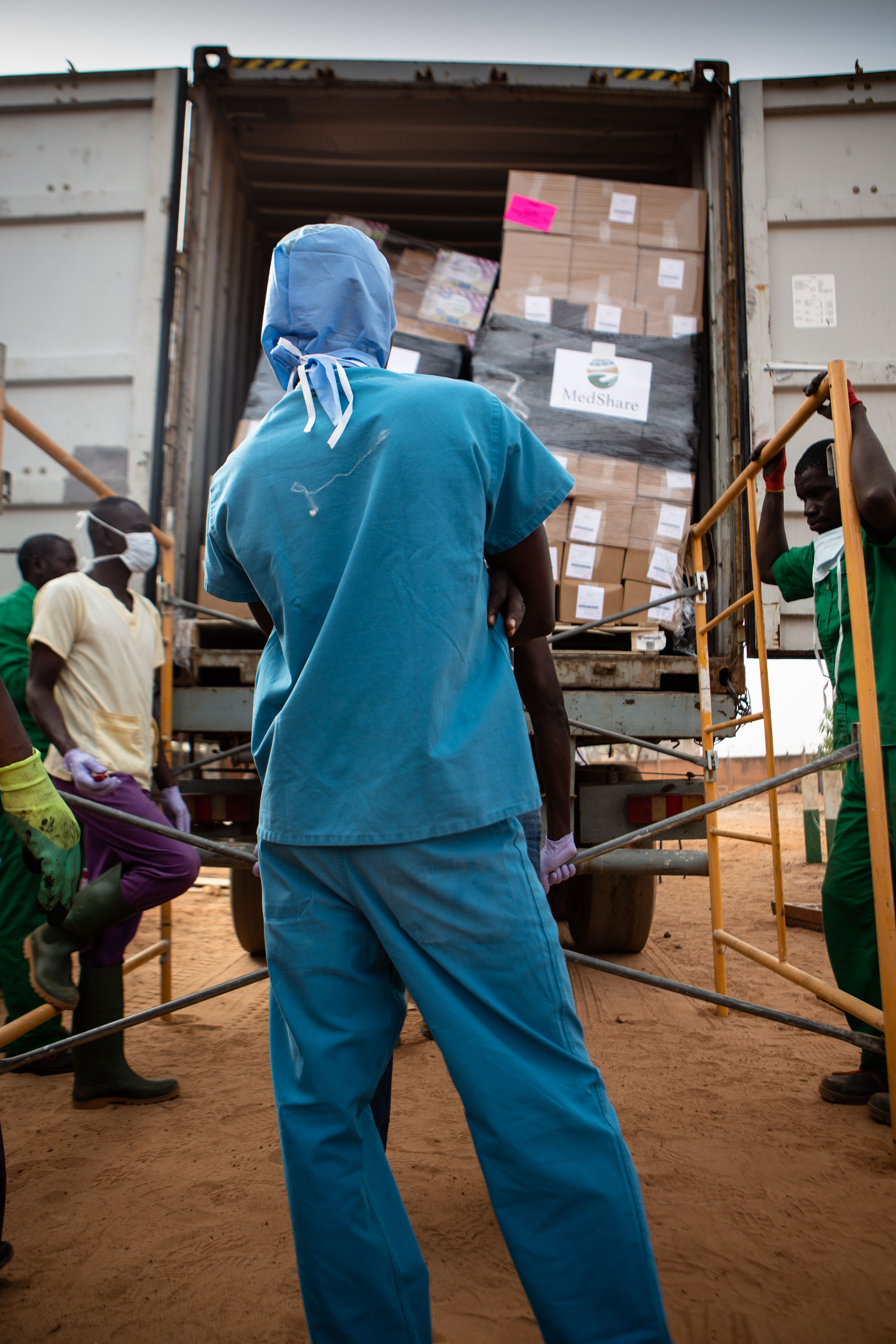
Livraison de matériel médical américain.

Au 2 janvier 2021, sur un nombre total de 3 437 cas, 1 421 sont en traitement, 110 décédés et 1 906 guéris.
En janvier 1 249 nouveaux cas portent le nombre de cas à 4 517 dont 159 décès.
En février 223 nouveaux cas portent le nombre de cas à 4 740 dont 172 décès.
En mars 281 nouveaux cas portent le nombre de cas à 5 021 dont 187 décès.
25 avril, le nombre total de cas est de 5 158, le nombre de décès est de 191.
En avril 205 nouveaux cas portent le nombre de cas à 5 226 dont 191 décès.
En mai 184 nouveaux cas portent le nombre de cas à 5 410 dont 192 décès.
En juin 78 nouveaux cas portent le nombre de cas à 5 488 dont 193 décès.
En juillet 149 nouveaux cas portent le nombre de cas à 5 637 dont 195 décès.
En août 212 nouveaux cas portent le nombre de cas à 5 849 dont 199 décès.
En septembre 159 nouveaux cas portent le nombre de cas à 6 008 dont 201 décès.
En octobre 368 nouveaux cas portent le nombre de cas à 6 376 dont 213 décès.
En novembre 631 nouveaux cas portent le nombre de cas à 7 007 dont 259 décès.
En décembre 398 nouveaux cas portent le nombre de cas à 7 405 dont 275 décès.

## Statistiques

Nombre de cas au Niger depuis le début de l'épidémie.

Nombre de morts au Niger depuis le début de l'épidémie.

### 2022
2 101 nouveaux cas et 40 décès portent le nombre de cas à 9 506 dont 315 décès.

### 2023
425 nouveaux cas portent le nombre de cas à 9 931 dont 315 décès.

## Thérapies
Le samedi 30 mai 2020, le ministre de la Santé publique, le Dr Idi Illiassou Mainassara, annonce devant le Parlement que « le Niger maintient sa position concernant le traitement du coronavirus à base de la chloroquine ».